# Gynoplistia isolata
Gynoplistia isolata är en tvåvingeart som beskrevs av Günther Theischinger 1993. Gynoplistia isolata ingår i släktet Gynoplistia och familjen småharkrankar. Inga underarter finns listade i Catalogue of Life.